# Autonome Regio Bougainville
De Autonome Regio Bougainville (Tok Pisin: Otonomos Region bilong Bogenvil) is een autonome regio van Papoea-Nieuw-Guinea. De regio bestaat uit de Noordelijke Salomonseilanden waarvan Bougainville de grootste is, gevolgd door Buka en enkele kleinere eilanden en atollen. De hoofdstad van de regio is Buka.
De officiële talen zijn Tok Pisin en Engels. De eilanden zijn echter verder, net zoals de rest van Papoea-Nieuw-Guinea, linguïstisch zeer divers. Er worden in de regio tientallen verschillende Papoeatalen en Austronesische talen gesproken.
In 2019 werd een niet-bindend onafhankelijkheidsreferendum gehouden, waar 98% voor onafhankelijkheid van Papoea-Nieuw-Guinea stemde. De presidenten van Papoea-Nieuw-Guinea en Bougainville zijn overeengekomen dat Bougainville onafhankelijkheid zal krijgen tussen 2025 en 2027. Dit proces is echter wel afhankelijk van parlementaire goedkeuring van het Nationale Parlement van Papoea-Nieuw-Guinea dat tot dusver geen goedkeuring heeft gegeven.

## Geografie
De Noordelijke Salomonseilanden bestaan uit de twee grotere eilanden van Bougainville en Buka die slechts door een nauwe zeestraat worden gescheiden en een aantal verdere eilanden en atollen. De eilanden zijn onderdeel van dezelfde onderzeese rug als de Salomonseilanden.
Op Bougainville bevinden zich meerdere vulkanen. In het zuidwesten van het eiland ligt de vulkaan Loloru, naar het noordwesten de actieve Bagana (1750 meter hoog) en meer centraal op het eiland de vulkaan Billy Mitchell. Verder naar het noordwesten ligt de holocene vulkaan Mount Balbi die tevens het hoogste punt vormt van het eiland. Al deze vulkanen maken deel uit van de bergketen Emperor Range die van noordwest naar het zuidoosten over het eiland loopt.
Arawa was de hoofdstad van het gebied tot de burgeroorlog van 1988 tot 1998. Doordat de stad dusdanig werd beschadigd tijdens de oorlog werd de hoofdstad veranderd naar Buka. Het is niet duidelijk of na onafhankelijkheid Buka de hoofdstad zal blijven of dat Arawa wederom hoofdstad zal worden.
Provincies: Central · Chimbu · Eastern Highlands · East New Britain · East Sepik · Enga · Gulf · Hela · Jiwaka · Madang · Manus · Milne Bay · Morobe · New Ireland · Northern · Southern Highlands · Western · Western Highlands · West New Britain · Sandaun

National Capital District      Autonome provincie: Bougainville